# Nephrodium squamulosum
Nephrodium squamulosum là một loài thực vật có mạch trong họ Dryopteridaceae. Loài này được (Kuntze) Hook. f. miêu tả khoa học đầu tiên năm 1854.